# Pravna osoba
Pravna osoba je društvena tvorevina kojoj je pravni poredak priznao pravnu sposobnost.
Pravna osoba ili pravni subjekt ima zakonska prava i obveze kao što su: pravne mogućnosti sklapanja ugovora, tužbe, obavljanja svoje djelatnosti itd. To je osoba, najčešće u obliku organizacije ili poduzeća (poslovnog društva), koju čini više fizičkih osoba, a koje zakon, iz praktičnih razloga, tretira kao jednu. Drugim riječima, organizacija koja ima prava i obveze u građansko-pravnim odnosima naziva se pravna osoba. To je društvena tvorevina, koju čine ljudi i imovina, koja je priznata kao subjekt prava. Budući da nadilaze ekonomsku moć i životni vijek pojedinca, pravne osobe mogu u duljem vremenskom razdoblju obavljati širi spektar djelatnosti od pojedinca. Kroz njih se ostvaruju brojni socioekonomski, politički, ekonomski, društveni i socijalni ciljevi društva.